# Tunneln

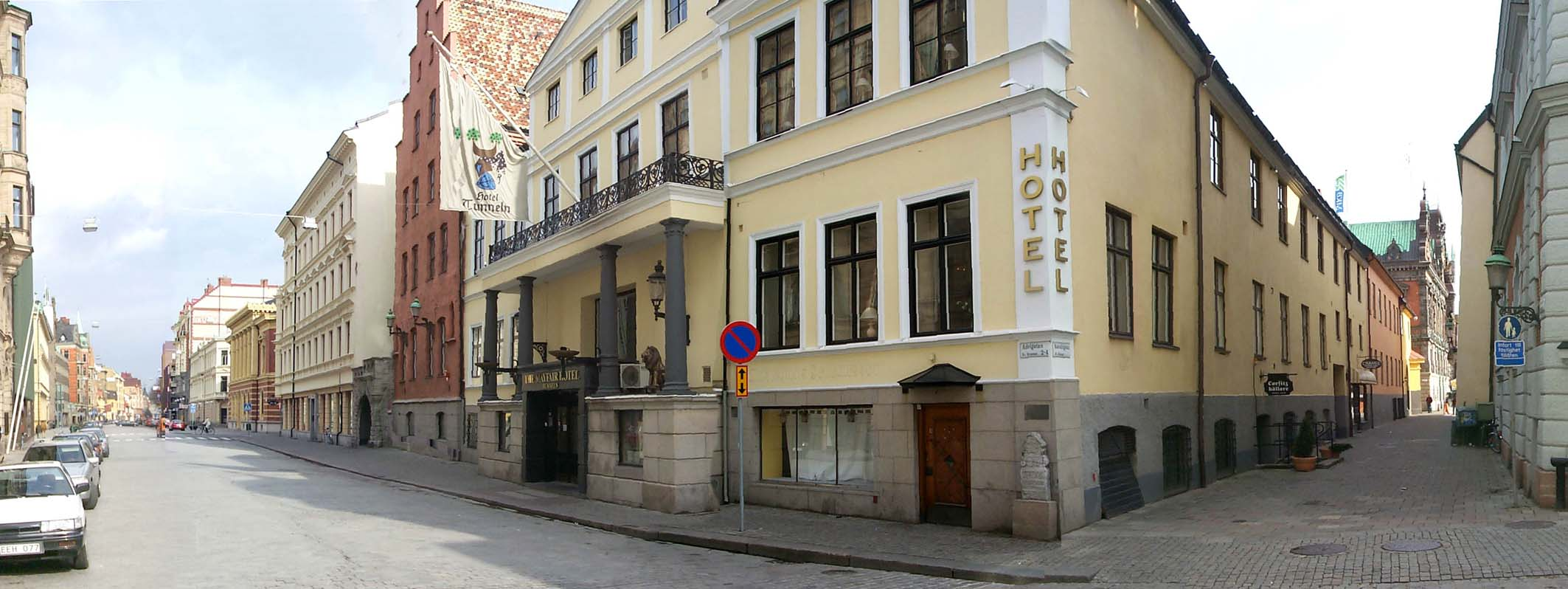
Tunnelns gatufasad ut mot Adelgatan, den forna torggatan i Malmö.

Tunneln är ett stort komplex av äldre byggnader vid Adelgatan i Malmö. 
Gatubyggnaden ut mot Adelgatan, dvs medeltidens torggata, går med sin kryssvalvskällare tillbaka till sent 1200-tal–ca 1300. Den är därmed Malmös äldsta bevarade byggnad. Under medeltiden gick byggnaden under benämningen "De höje kledboder". Ordet bod kunde förr beteckna "mindre bostad". Små har sannerligen de bostäder varit som ingick i "de höje kledeboder". Dessa bodar var minst åtta till antalet, alla inrymda i tegelbyggnaden. 
Gården omtalades första gången 1349 och hade då ingått i den avlidne riddaren Jens Uffesen Nebs Malmöfastigheter. När man åter möter gatubyggnaden i bevarade källor är det under 1400-talet. Då hade en egendomsdelning skett så att byggnadens olika källarvalv samt bottenvåning och övervåning uppdelats på olika ägare. Under slutet av medeltiden bodde här stadens silversmeder, de rikaste av dåtidens Malmöborgare.
År 1519 stod borgmästaren Jacob Nickelsens präktiga trappgavelhus klart. Detta hade uppfört över 1½ källarvalv av den ursprungliga byggnaden. Huset är daterat genom årsringsdateringar av dess takstolsvirke. Strax därefter uppfördes ett annat hörnhus ut mot gatan i den västra delen av gården. Bredden på detta hus uppgår dock endast till ett tegelvalvs längd, se rekonstruktionsteckningen. 

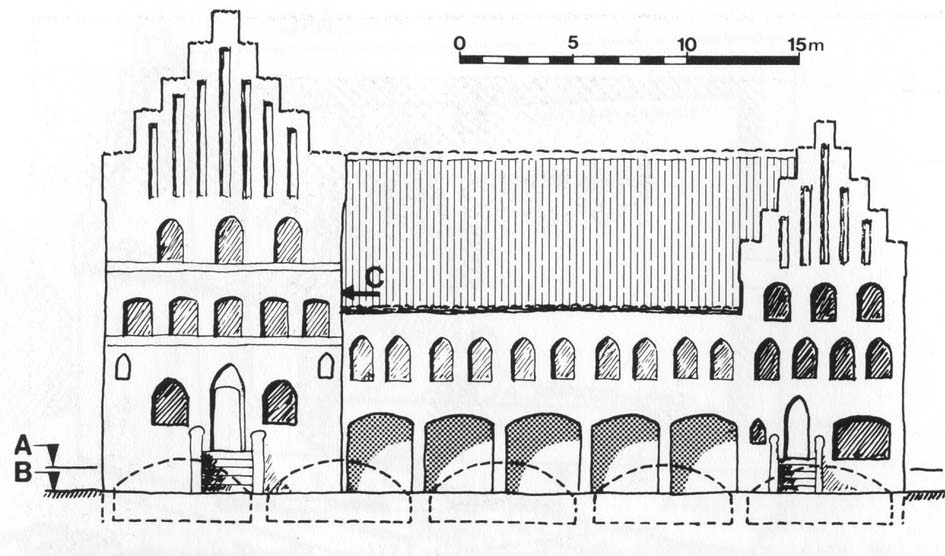
Rekonstruktion av Tunnelbyggnaden under början av 1500-talet. Till vänster Jacob Nickelsens stora tegelhus från 1519.

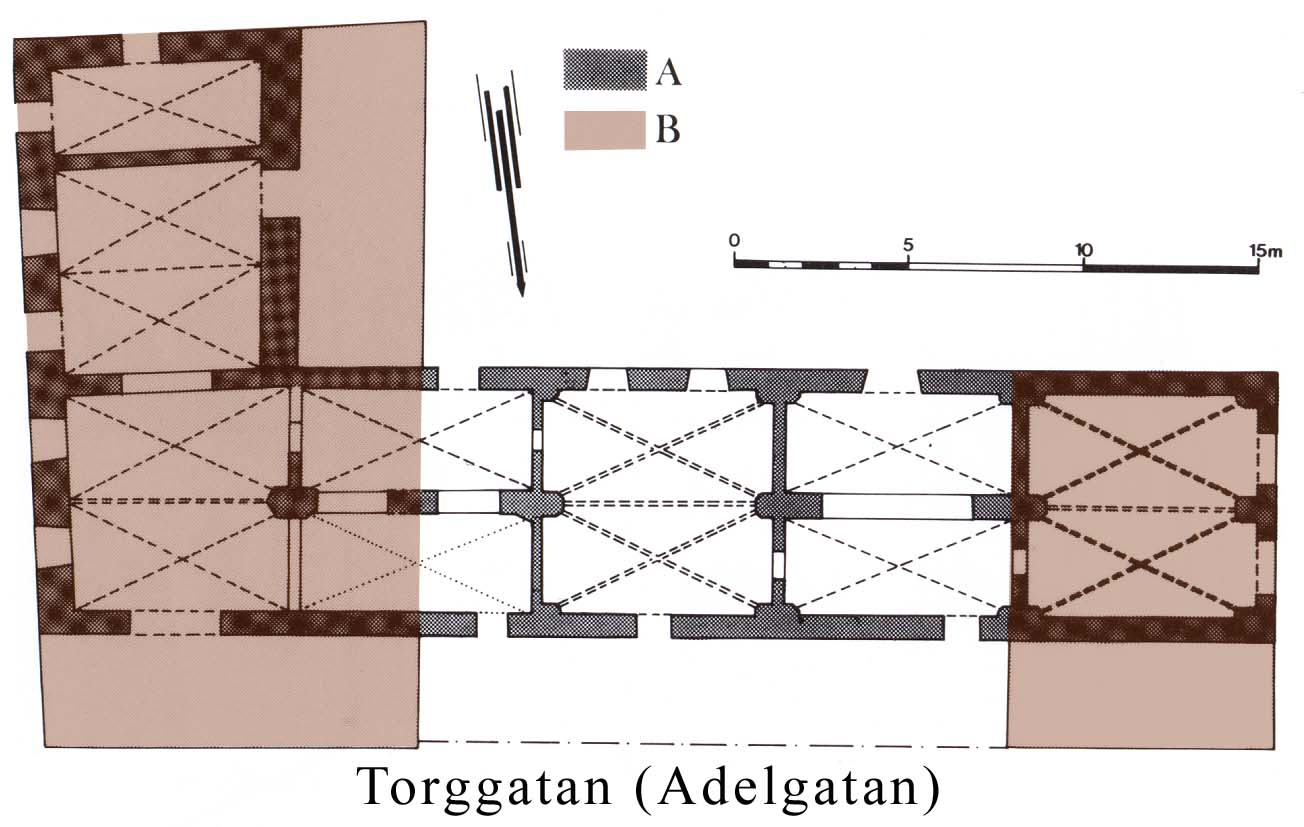
Planritning över Tunnelbyggnaden under början av 1500-talet.

Genom freden i Roskilde 1658 blev Skåne svenskt. Danska riksrådet Corfitz Ulfeldt, gift med danske kungen Kristian IV:s dotter Leonora Christina, hjälpte under fredsförhandlingarna svenske kungen Carl X Gustaf. Han hoppades genom detta att bli generalguvernör över Skåne. Corfitz inköpte hela Tunnelgården och påbörjade här en inredning värdig en av Nordens rikare män. År 1659 blev han emellertid arresterad för påstått deltagande i den så kallade Malmö-sammansvärjningen. Rättegången fördes i hans Malmögård. Som försvarare agerade hans egen hustru. Genom flykt lyckades dock paret rädda sig undan. 
Malmögården beslagtogs av den svenska kronan och fungerade till att börja med som residens åt de skånska generalguvernörerna. Här bodde till exempel under många decennier i slutet av 1600-talet Skånes då mäktigaste man, generalguvernör Rutger von Ascheberg. Denne var född i Kurland. I otaliga av de berömda slag som utspelades på 1640–1650-talen hade han varit med och tjänat under fältherrarna Torstenson, Wrangel och Karl X Gustav. Ascheberg, själv med tyskt påbrå, uppmuntrade de många tyskarna i Malmö. Han drev bl.a. igenom byggandet av en tysk kyrka i staden. 1687 inkallade han en tysk präst, Salomon Rummel. Eftersom kyrkan ännu ej stod klar hade generalguvernören två gånger i veckan offentlig tysk gudstjänst i sitt hem vid Adelgatan. Troligtvis har dessa skett i gårdens största rum, nuvarande matsalen i Jakob Nickelsens gavelhus.
Under 1850-talet ägdes gården av handelsmannen P.G Barkman som lät modernisera byggnaderna. Han byggde bl.a. om det medeltida gatuhuset mot Adelgatan så det erhöll sitt nuvarande utseende. Onsdagen 2 maj 1866 öppnade källarerestaurangen ”Tunneln”. Redan från starten fick man ha tillstånd att ha öppet till 24 på kvällen, normaltiden för andra näringsställen med sprit var 23. Tillståndet erhölls då restauratrisen Bertha Persson åberopade att hon hade ett avtal med skådespelarna på Malmö Teater vid Gustav Adolfs torg att dessa skulle äta hos henne efter föreställningarnas slut. Efter ett stort bråk med de andra krögarna tvingades dock restaurangen att stänga redan 23. Matserveringen i Tunneln ansågs av sin samtid som ”ett gott bord varpå skåningen sätter så stort värde.”

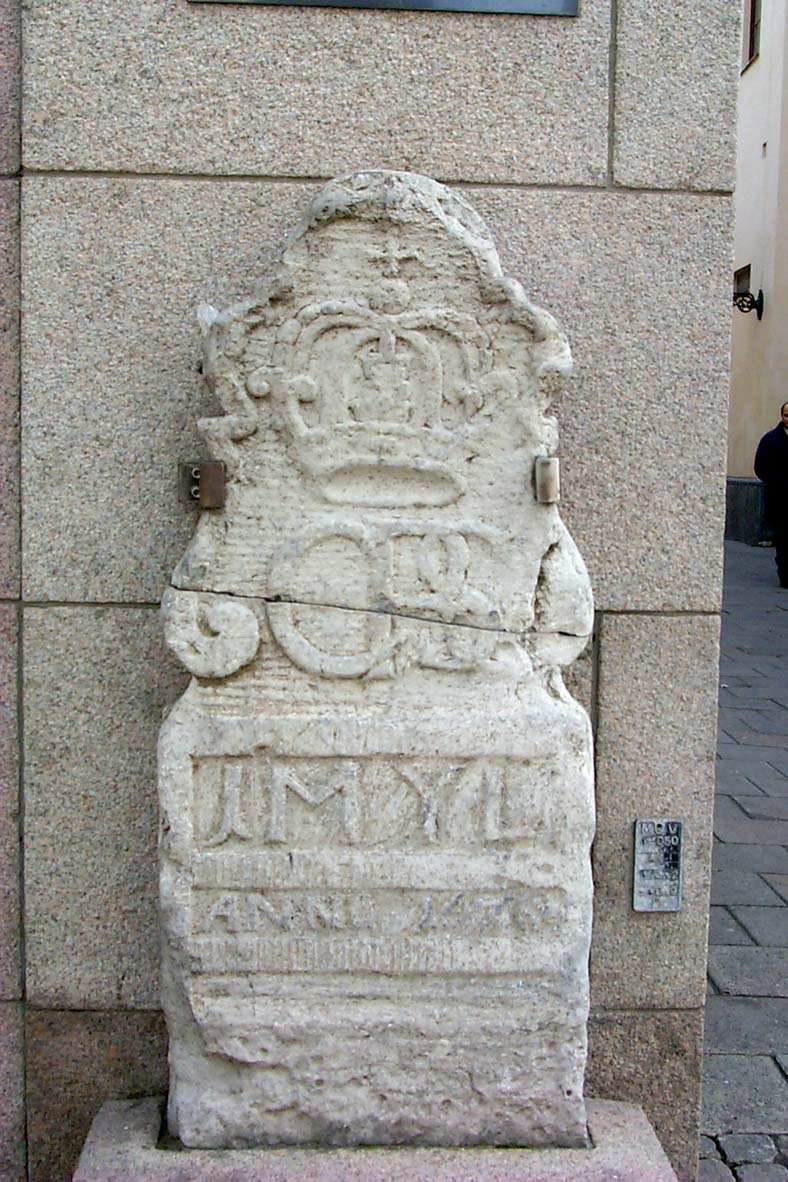
Milstenen från 1676 utanför Tunneln.

År 1908 ombyggdes borgmästare Jacob Nickelsens gamla trappgavelhus till hotell. Rum för resande inreddes i husets andra respektive tredje våning medan Malmö-tidningens gamla redaktionslokaler i bottenvåningen byggdes om till matsal. Den västra delen av Tunnelns bottenvåning disponerades i början av 1900-talet av Malmö stadsbibliotek.
Under hela 1900-talet följer en obruten kedja av restauratörer, hotelldirektörer och nattklubbsägare som näringsidkare i Tunnelns anrika lokaler. 
Utanför Tunneln, i hörnet mellan Kansligatan och Adelgatan, uppsattes 1676 en alltjämt befintlig milsten. I stenen är inhugget en krona och bokstäverna CRS (Carolus Rex Suecorum). Det märkliga med stenen är att texten anger avståndet ”1 Myl” vilket strider mot uppfattningen att denna sten tjänat som utgångspunkt för avståndsmätningen i länet under slutet av 1600-talet.